# Casa de Lencastre
A Dinastia de Lencastre ou Casa de Lencastre (em inglês:  House of Lancaster) foi uma dinastia de reis de Inglaterra que governou o país entre 1399 e 1471. Os Lencastre foram uma das facções envolvidas na Guerra das Rosas, por oposição à Casa de Iorque, onde representavam a rosa vermelha. O nome da casa deriva do seu fundador ser João de Gante, o Duque de Lencastre. Em termos estritos, podem ser considerados Plantagenetas, uma vez que não há quebra dinástica entre as duas casas, sendo portanto, os Lencastre um ramo dos Plantagenetas, logo todo Lencastre é um Plantageneta, mas nem todos os Plantagenetas são Lencastre.
A casa de Lencastre chega ao poder em 1399, através do golpe de Henrique Bolingbroke contra o primo Ricardo II de Inglaterra, o último Plantageneta. O último rei Lencastre foi Henrique VI, destronado na guerra das rosas.
A casa de Tudor, que haveria de alcançar a coroa inglesa em 1485, descende dos Lencastre através de Margarida Beaufort, bisneta de João de Gante.

## Reis de Lencastre
- Henrique IV (r. 1399 - 1413) neto de Eduardo III
- Henrique V (r. 1413 - 1422)
- Henrique VI (r. 1422 - 1461 e 1470 - 1471)

## Condes e Duques de Lencastre
- João de Gante, duque de Lencastre, filho de Eduardo III e de Filipa de Hainault
- Edmundo de Lencastre, conde de Lencastre e Leicester, filho de Henrique III de Leonor da Provença
- Tomás, 2.° Conde de Lencastre, também conde de Leicester, filho de Edmundo de Lencastre e de Branca de Artois
- Henrique, 3.º Conde de Lencastre, também conde de Leicester, filho de Edmundo de Lencastre e de Branca de Artois
- Henrique de Grosmont, 1.º Duque de Lencastre, conde de Lencastre e Leicester, filho de Henrique, 3.º Conde de Lencastre e de Matilde de Chaworth[1][2][3]
- Branca de Lencastre, duquesa de Lencastre, filha de Henrique de Grosmont e de Isabel de Beaumont

## Outros membros
- Catarina de Lencastre, rainha consorte de Castela e Leão, esposa de Henrique III
- Edmundo Tudor, Conde de Richmond
- Eduardo de Westminster, Príncipe de Gales
- Filipa de Lencastre, rainha consorte de Portugal, esposa de João I
- Humberto de Lencastre, Duque de Gloucester
- João de Lencastre, Duque de Bedford, filho do rei Henrique IV
- Jorge de Lencastre, trineto de Filipa de Lencastre